# 麥克·科倫
麥克·科倫（英語：Michael D Curran，1984年—）是一位澳洲軟體工程師，從小就失去了視力。2006年他主持開發非視覺桌面存取系統（NVDA）計畫，是第一套免費且開放原始碼的螢幕報讀軟體。後來他創立了非營利組織NV Access，集合眾人的力量持續改善、推動NVDA，繼續為視障與閱讀障礙者謀福利。

## 生平
麥克·科倫出生時僅有一隻眼睛略能感受到光，雖然在4歲半時接受角膜移植手術，獲得些許視力，但仍於高中時成為全盲。麥克小時候在皇家維多利亞盲人學院（Royal Victorian Institute for the Blind，縮寫為RVIB，現稱澳大利亞視覺會）的幫助下完成幼稚園與小學學業，以學習點字為主。到了高中，麥克開始接觸點字筆記型電腦，並在資訊科技課程表現良好，後來獲得資訊科技類第三級的證照。

### 大學時代
麥克·科倫進入大學後，曾修讀三個不同的學位(主修計算機網路、心理學和計算機科學)，但沒有一個完成。在大學唸書時，他產生服務社區、服務大眾的想法，並參加澳大利亞盲人公民會（Blind Citizens Australia），曾擔任維多利亞省青年盲人公民會的主席。大學時期他參加了四個計畫，都是跟語音報讀軟體有關的。學業告一段落後，麥克·科倫於是正式投入NVDA的研發。

#### 創立NV Access
2006年，麥克·科倫與另一位盲人 Jamie Teh共同開發NVDA計劃，不到五年的時間就有約三萬人使用。
後來他得到微軟、Mozilla、IBM、Adobe等大企業的贊助，成立了非營利組織NV Access。該組織位於墨爾本，宗旨為以免費且高品質的科技輔具來協助視障與失讀症（閱讀障礙）者。
2011年2月份，麥克·科倫受到台灣數位有聲書推展學會的邀請，來台參加NVDA的研習會，身為開發者，麥克·科倫對於NVDA中文化介面開發的狀況也是印象深刻。。

## 業餘嗜好
麥克·科倫喜歡唱歌和演戲，他曾經與維多利亞青年劇院（Victorian Youth Theatre）共同演出幾齣音樂劇。另外，小學時曾參加游泳錦標賽獲獎。

## 得獎紀錄
- 2007年:澳洲國家身心障礙獎（青年社群貢獻組）
- 2009年:澳大利亞視覺會青年服務獎
- 2010年:澳洲ABC電視台New Inventors Les is More獎（與James Teh共同獲獎）

## 外部連結
- NVDA台灣使用者推廣部落、最新消息發布與交流（页面存档备份，存于）
- NV Access（页面存档备份，存于）